# Pain Is So Close to Pleasure
Az Pain Is So Close to Pleasure a negyedik dal a brit Queen rockegyüttes 1986-os A Kind of Magic albumán. A szerzői John Deacon basszusgitáros és Freddie Mercury énekes voltak. Peter Freestone, Mercury személyi titkára szerint Deacon írta a dal nagy részét, Mercury csak kisebb simításokat végzett rajta, de Deacon tisztessége nem engedte, hogy egyedül önmagát tüntesse fel szerzőnek. Az album azon dalai közé tartozott, amelyeknek nem David Richards, hanem Reinhold Mack volt a producere, és nagyrészt a müncheni Musicland Studiosban rögzítették. Brian May gitáros „Motown jellegű" dalnak nevezte, Mercury falzettben énekelte.
1986 szeptemberében kislemezen is megjelent Amerikában, de nem került fel a listákra, hamar elfelejtődött, videóklip sem készült hozzá, a koncerteken sem játszották. Kiemelte a dal soul jellegét a Billboard (tisztelgés Smokey Robinson stílusa előtt) és a The Times kritikusa is (Freddie camp Diana Ross imitációja „nagyszerű”).

## Közreműködők
- Freddie Mercury: ének
- Roger Taylor: dob
- John Deacon: basszusgitár, elektromos gitár, szintetizátor
- Brian May: elektromos gitár

## Kiadás és helyezések
| Év   | Lista                | Helyezés |
| ---- | -------------------- | -------- |
| 1986 | Belgium Ultratop     | 27       |
| 1986 | Hollandia MegaCharts | 43       |
| 1987 | Német slágerlista    | 57       |

7" kislemez (Capitol B5633, Amerika)
1. Pain Is So Close to Pleasure – 3:58
2. Don't Lose Your Head – 4:40

7" kislemez (Capitol V15260, Amerika)
1. Pain Is So Close to Pleasure (extended) – 5:57
2. Pain Is So Close to Pleasure – 3:58
3. Don't Lose Your Head – 4:40

## Külső hivatkozások
- Dalszöveg
- Pain Is So Close to Pleasure. www.queensongs.info. (angolul) Queensongs.info – Részletes dalszerkezet elemzés